# 卡捷里尼夫卡 (韋謝利諾韋區)
47°13′54″N 31°29′48″E / 47.23167°N 31.49667°E
卡泰里尼夫卡（烏克蘭語：Катеринівка），是烏克蘭南部的村莊，隸屬尼古拉耶夫州的尼古拉耶夫區。該村始建於1817年，面積1.61平方公里，海拔高度72米，2001年人口707，人口密度每平方公里439.1人。